# Michael Kennedy (homme politique)
Michael Joseph Kennedy (1er mars 1897-14 février 1965) est un homme politique irlandais du Fianna Fáil. 

## Biographie
Il est membre du Dáil Éireann représentant diverses circonscriptions de 1927 à 1965. Il est élu pour la première fois aux élections générales de juin 1927 dans la circonscription de Longford-Westmeath. Il se présente dans la nouvelle circonscription de Meath – Westmeath en 1937 et, en 1948, revient dans la circonscription nouvellement recréée de Longford – Westmeath.
Il est secrétaire parlementaire du ministre de la Protection sociale de 1951 à 1954 et de 1957 à 1961.